# Guvernoratul Ma'rib
Ma'rib (în arabă:مأرب) este un guvernorat în Yemen. Reședința sa este orașul Ma'rib.